# Vantage Point
Vantage Point – album belgijskiego zespołu dEUS wydany 18 kwietnia 2008 roku.

## Lista utworów
1. „When She Comes Down” – 5:05
2. „Oh Your God” – 3:51
3. „Eternal Woman” – 4:22
4. „Favourite Game” – 4:11
5. „Slow” – 6:08 (gościnnie Karin Dreijer z The Knife)
6. „The Architect” – 3:56
7. „Is a Robot” – 4:57
8. „Smokers Reflect” – 4:26
9. „The Vanishing of Maria Schneider” – 4:43 (gościnnie Guy Garvey)
10. „Popular Culture” – 4:56